# Tréma (label)
Pour les articles homonymes, voir Tréma (homonymie).
 (mars 2025).
Si vous disposez d'ouvrages ou d'articles de référence ou si vous connaissez des sites web de qualité traitant du thème abordé ici, merci de compléter l'article en donnant les références utiles à sa vérifiabilité et en les liant à la section « Notes et références ».
Tréma est un label de musique et de vidéo fondé en 1969 par Jacques Revaux et Régis Talar. Le label est resté célèbre pour avoir produit la quasi-totalité de l'œuvre musicale de Michel Sardou des années 1970 aux années 1990.

## Signification du nom
« Tréma » serait l'abréviation de Talar Revaux Éditions Musicales Associées[réf. nécessaire]. Une autre version, mise en avant par un employé de la première heure[Qui ?], voudrait que soient conservées les syllabes TAlar et REvaux, auxquelles aurait été ajoutée la syllabe « MA » en hommage à Marcel Amont, ami des deux fondateurs du label[réf. nécessaire].

## Historique
Initialement créé pour produire les disques de Michel Sardou (dont les parents se fournissaient en boucherie chez les parents de Jacques Revaux), d'autres artistes rejoindront Tréma, parmi lesquels Ange, Animo, Richard Anthony, Charles Aznavour, Alain Barrière, Memphis Slim, Arielle Dombasle, Pierre Billon, Carlos, Dani, Jean-Jacques Debout, Michel Delpech, Dionysos, Frédéric François, Michel Fugain, Pierre Groscolas, Michel Kricorian, Catherine Lara, Enrico Macias, Didier Marouani, K-Reen, Matmatah, Alexandra Roos, Patrick Topaloff, Serge Reggiani, Hervé Vilard, Eric Ter, Kris Bénard, Saï Saï .
Claude François avait pour projet de signer chez Tréma au moment de sa mort, en revendant ses activités de production.
Michel Sardou représentait à lui seul 80 % du chiffre d'affaires de Tréma.[réf. nécessaire]
Jacques Revaux et Régis Talar revendent leurs parts de la société en 2004 à Universal Music Group.